# Volby do Zastupitelstva města Karlovy Vary 1990
Volby do Zastupitelstva statutárního města Karlovy Vary se v roce 1990 konaly 24. listopadu. První komunální volby se řídily zákonem č. 368/1990 Sb. ze dne 5. září. Zákonem byly stanovené odlišné počty mandátů v zastupitelstvech měst, než v následujících volbách. Město Karlovy Vary disponovalo jako město statutární celými 60 mandáty (statutární města měla stanovené rozmezí 50-70 zastupitelů). Vzhledem k tomu, že zastupitelstvo bylo více než třicetičlenné, byly podle tehdejší právní úpravy vytvořeny volební obvody, ve kterých se volila poměrná část zastupitelstva podle počtu jeho obyvatel, nejméně však 10 a nejvíce 20 zastupitelů.
Pro účel voleb byly ve městě vytvořeny 4 volební obvody. Své hlasy odevzdalo 28 553 oprávněných voličů. Volební účast ve městě dosáhla hodnoty 69,35 %. Nejvíce hlasů získalo Občanské fórum (22,8 % ;13 mandátů).

## Situace před volbami
Volební strany věnovaly úsilí především kontaktní kampani v ulicích města, o tu ale nebyl příliš velký zájem. V té době dominantní subjekt Občanské fórum prošlo v Karlových Varech během října krizí, která vedla k rozpuštění koordinačního centra a vytvoření nového vedení. Nejvýznamnější politický mítink OF s účastí přibližně 1100 občanů se konal dne 11. listopadu v Thermalu. Mítinku se zúčastnil také tehdejší federální ministr zahraničních věcí Jiří Dientsbier. Diskuse se soustředila například na otázku navrácení majetku sudetským Němcům nebo na potenciální vstup Československa do Evropského společenství. Během září se z OF vyčlenil Klub sociální demokracie a zformoval se v Československou sociální demokracii, která podle svého tehdejšího vedení byla takto lépe schopna prosazovat své cíle. KSČ v předvolebním období hledala svou identitu, místní organizace strany byla ale vnímána jako jedna z nejdogmatičtějších v Československu.

## Výsledky voleb[2]
| Číslo | Volební strana                                   | Hlasy v % | Mandáty |
| ----- | ------------------------------------------------ | --------- | ------- |
| 1     | Občanské fórum                                   | 33,3      | 20      |
| 2     | Hnutí za radikální obnovu Karlových Varů (HROKV) | 23,3      | 14      |
| 3     | Koalice Demokratické unie                        | 11,6      | 7       |
| 4     | Komunistická strana Československa               | 11,6      | 7       |
| 5     | Karlovarský sociálně-demokratický blok           | -         | 7       |
| 6     | Karlovarské volební hnutí                        | 8,3       | 5       |

Ve volbách kandidovala také Republikánská unie, Sdružení pro republiku – Republikánská strana Československa a nezávislý kandidát.

## Povolební uspořádání
Ustavující zastupitelstvo se konalo 11. prosince. Jedním z prvních bodů jednání byla volba primátora. S výjimkou KSČ a Karlovarského volebního hnutí navrhla všechna uskupení svého kandidáta. Vítěz voleb - OF navrhlo na post primátora Michala Soukupa, vítězem v tajné volbě se ale stal akademický sochař Václav Lokvenc kandidující ve volbách za Hnutí za radikální obnovu Karlových Varů, navržen na primátora byl ale také Demokratickou unií a Karlovarským sociálně-demokratickým blokem.
Zastupitelstvo se dále dohodlo na třech náměstcích primátora. Volba primátora a náměstků poukázala na nejednotnost OF. Ustavující zastupitelstvo zvolilo i dalších 9 členů z třináctičlenné rady města. V prvním kole se rozhodlo o dalších pěti radních (1 za Koalici Demokratické unie, 3 za Hnutí za radikální obnovu Karlových Varů a 1 z KSČ). Po prvním kole prohlásili představitelé OF, že nemají zájem na tom, být v radě, načež se někteří členové fóra do 2. kola i přesto přihlásili. Ve 2. kole byli zvoleni další tři radní - 1 kandidát Křesťansko-demokratické strany kandidující za OF, 1 kandidát OF a 1 kandidát Karlovarského sociálně-demokratického bloku. V posledním, třetím kole, byl zvolen zástupce Koalice Demokratické unie (konkrétně člen Národně socialistické strany).

### Složení Rady města
| Člen Rady          | Pozice                | Politická strana                                         |
| ------------------ | --------------------- | -------------------------------------------------------- |
| Václav Lokvenc     | primátor              | HROKV                                                    |
| Otakar Partl       | 1. náměstek primátora | Koalice Demokratické unie (ČSL)                          |
| Vladimír Kulhánek  | náměstek primátora    | HROKV                                                    |
| Jiří Ettler        | náměstek primátora    | Karlovarský sociálně-demokratický blok                   |
| Helena Michaluková | členka rady           | HROKV                                                    |
| Michal Klíma       | člen rady             | HROKV                                                    |
| Jiří Záviš         | člen rady             | HROKV                                                    |
| Michael Kuneš      | člen rady             | Karlovarský sociálně-demokratický blok                   |
| Josef Huspeka      | člen rady             | KSČ                                                      |
| Richard Petrželka  | člen rady             | OF (Křesťansko-demokratická strana)                      |
| Karel Pfeffer      | člen rady             | OF                                                       |
| Jiřina Jirásková   | členka rady           | Koalice Demokratické unie (Národně socialistická strana) |
| Karel Koch         | člen rady             | Koalice Demokratické unie (Národně socialistická strana) |